# Ixora cumingiana
Ixora cumingiana är en måreväxtart som beskrevs av António José Rodrigo Vidal. Ixora cumingiana ingår i släktet Ixora och familjen måreväxter. Inga underarter finns listade i Catalogue of Life.